# Anchon speciosum
Anchon speciosum är en insektsart som beskrevs av Capener 1972. Anchon speciosum ingår i släktet Anchon och familjen hornstritar. Inga underarter finns listade i Catalogue of Life.